# Pietro Pipolo
Pietro Pipolo (Marino, 27 de fevereiro de 1986) é um futebolista italiano que atua como goleiro. Atualmente, está sem clube.

## Carreira
Pipolo era o goleiro titular do time juvenil da Roma, onde foi revelado, e possui um grande potencial futuro. Começou a treinar entre os profissionais em 2005, mas não atuou em nenhuma partida pela equipe. É chamado de Piccolo Peruzzi ("Pequeno Peruzzi", em português).
Durante a temporada 2007-08, esteve emprestado ao Potenza, modesto clube italiano.